# Sheikhpura (huyện)
Huyện Sheikhpura là một huyện thuộc bang Bihar, Ấn Độ. Thủ phủ huyện Sheikhpura đóng ở Sheikhpura. Huyện Sheikhpura có diện tích 689 ki lô mét vuông. Đến thời điểm năm 2001, huyện Sheikhpura có dân số 525137 người.